# Karl Griebel
Karl Griebel (né en 1872 à Thionville et mort en 1922) était un architecte allemand qui a construit principalement des bâtiments résidentiels et commerciaux dans sa Lorraine natale. 

## Bâtiments
Cette section présente la liste (non exhaustive) des bâtiments édifiés par Karl Griebel :
- 1903 : Résidence, no 19 Avenue Albert 1er à Thionville[1] ;
- 1903 : Villa Wildenberger, no 16 Avenue Foch à Metz ;
- 1903 : Résidence, no 18 Avenue Albert 1er à Thionville[2] ;
- 1904 : Immeuble Oscar Stephany ;
- 1904 : Bâtiment résidentiel et commercial, no 9/11 Place du Luxembourg à Thionville[3].

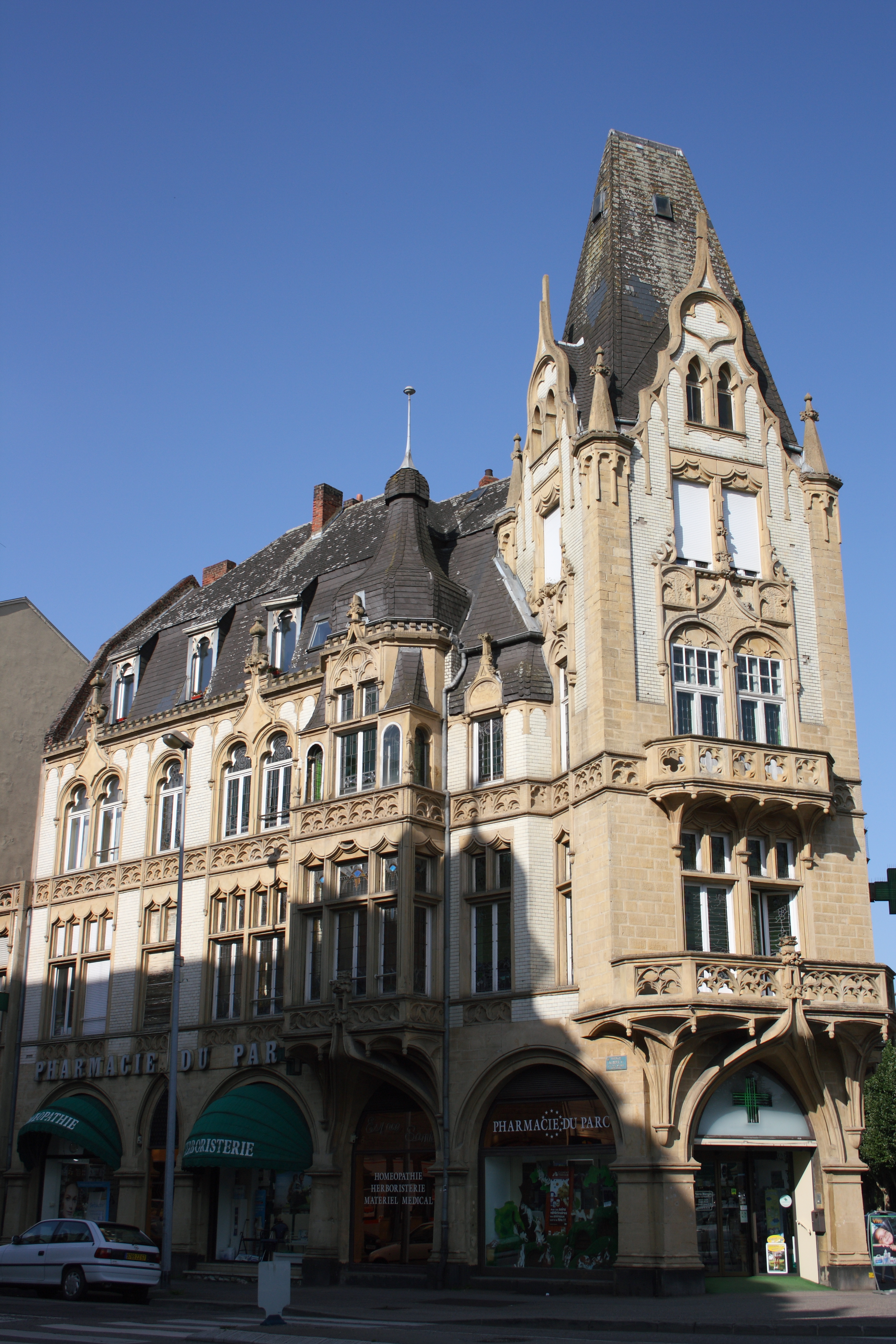
Immeuble Oscar Stephany à Thionville.